# Pertyia sericea
Pertyia sericea là một loài bọ cánh cứng trong họ Cerambycidae.